# Trehörningstorpssjön
Trehörningstorpssjön är en sjö i Tranås kommun i Småland och ingår i Motala ströms huvudavrinningsområde. Sjön är 7,9 meter djup, har en yta på 0,205 kvadratkilometer och befinner sig 177,1 meter över havet.

## Delavrinningsområde
Trehörningstorpssjön ingår i det delavrinningsområde (643620-145037) som SMHI kallar för Mynnar i Svartån. Medelhöjden är 193 meter över havet och ytan är 39,33 kvadratkilometer. Det finns inga delavrinningsområden uppströms utan avrinningsområdet är högsta punkten. Lillån som avvattnar avrinningsområdet har biflödesordning 3, vilket innebär att vattnet flödar genom totalt 3 vattendrag innan det når havet efter 162 kilometer. Delavrinningsområdet består mestadels av skog (68 %) och jordbruk (13 %). Avrinningsområdet har 0,83 kvadratkilometer vattenytor vilket ger det en sjöprocent på 2,1 %. Bebyggelsen i området täcker en yta av 2,91 kvadratkilometer eller 7 % av avrinningsområdet.